# Sulmo (Laci)
Sulmo va ser una antiga ciutat del Laci esmentada només per Plini el Vell com una de les ciutats de la regió que ja s'havien extingit al seu temps. Virgili la menciona de passada a l'Eneida sense donar-ne cap descripció.
Es creu que correspon a la moderna Sermoneta, entre Norba i Sètia.